# 黄冈碘泡虫
黄冈碘泡虫（学名：Myxobolus hwangkangensis）为碘泡科碘泡虫属的动物。在中国，分布于河北、湖北、浙江、江西、武陵山地区等，营寄生生活，寄生在鳃、肠、膀胱（鲢、鳙）、肾（鲢、鳙、鲤）、脾（鲢、鳙、白甲鱼、刺鲃、中华倒刺鲃）、胆囊（中华倒刺鲃）、心。